# Стефан Норо
Стефан Норо (фр. Stéphane Noro, нар. 4 березня 1987, Лілль) — французький футболіст, що грав на позиції півзахисника зан низку французьких клубних команд.

## Ігрова кар'єра
У дорослому футболі дебютував 1996 року виступами за команду «Лілль», в якій протягом чотирьох сезонів був одним із гравців резерву. 
Провівши сезон 2000/01 в «Реймсі», протягом шести років захищав кольори «Седана», у складі якого зокрема доходив до фіналу Кубка Франції 2004—2005. Частину 2004 року провів в оренді в «Меці».
Протягом 2007–2012 років грав за «Труа», «Гавр», «Страсбур» та кіпрський «Аполлон».
Завершував ігрову кар'єру в «Страсбур», до якого повернувся 2012 року, захищав її кольори до припинення виступів на професійному рівні у 2014.